# Хангай
Ханга́й (монг. Хангайн нуруу) — нагір'я у центральній частині Монголії, частина основного вододілу Північного Льодовитого океану і Центральної Азії.
- Простягається із північного заходу на південний схід приблизно на 700 км.
- Ширина до 200 км.
- Висота 2—3 тис. м, найбільша — 4 008 м[1], гора Отгон-Тенгер (Енх-Тайван).

Хребет витягнутий на північний захід і лежить на території аймаків Архангай, Баянхонгор, Уверхангай і Завхан. Розташований на Монгольському плоскогір'я, протяжність хребта близько 700 кілометрів. На півдні Хангай обмежений напівпустельною Долиною Озер, на заході — напівпустельною улоговиною Великих Озер, на півночі — переходить у відроги Східних Саян. На сході поступово переходить у низкогор'я, що переходять у західні околиці гір Хентей.
У Хангайських горах беруть свій початок річки Орхон, Ідер, Хануй-Гол (всі три — притоки Селенги), Завхан, Онгі. Північні схили Хангай покриті модриною, у найвищій частині гір — гірська тундра. У тайговій і тундровій зонах розвинена вічна мерзлота. Є також гарячі цілющі джерела.
Складено переважно палеозойськими гранітами, сланцями, пісковиками, крем'янистими породами і молодими базальтами. Вершини переважно плоскі, схили прорізають широкі річкові долини.
Родовища руд заліза (Тамрин-Гол), розсипного золота; мінеральні джерела.
Сухі разнотравно-злакові степи (Селенго-Орхонський лісостеп), на північних схилах — окремі масиви лісів (модрина, сосна, береза, кедр).